# Skopa
Skopa je kartaška igra udomaćena u Dubrovniku i okolici. Prilagođena je inačica jedne od dvije najpopularnijie kartaške igre u Italiji. Igra se i u Brazilu gdje su je prenijeli talijanski imigranti.
Igra se s tršćanskim kartama (tal. Carte Triestine) koje imaju 40 karata u jednom "macu" (špilu). Po istim osnovnim pravilima igra se u parova, u troje i u dvoje.
Samo ime talijanska je imenica značenja "metla", jer pokupiti skopu znači "počistiti" sve karte sa stola. Zanimljivo je gledati igrače skope dok na zabavan i šaljiv način igrajući gestikuliraju i uzvikuju. Za samu igru, ipak su presudni vještina i sreća.

## Miješanje i dijeljenje karata
Svi igrači naizmjenično, po redu, miješaju i dijele karte. Pravilno je dijeliti karte u smjeru suprotnom od kretanja kazaljki na satu. Nakon miješanja karata, igrač koji sjedi s desne strane djelitelju prediže ili "tuče" karte (udara rukom po macu). Nakon toga djelitelj dijeli jednak broj karata svakom igraču u krug s tim da im dijeli karata po vlastitom nahođenju, a da na kraju svi imaju jednak broj karata.

## Pravila igre
Karte s brojevima od 1 (As)-7 vrijede koliko i piše na pojedinoj karti, dok 11 (fanat), 12 (konj) i 13 (kralj) redom vrijede 8, 9 i 10. Svaka karta kupi kartu jednake vrijednosti bez obzira na boju (bate, dinare, kupe, špade), ili dvije ili više karata kojima je zbroj jednak bačenoj karti. U slučaju da bačena karta ima sebi po vrijednosti jednaku na stolu igrač mora pokupiti tu kartu, ili jednu od njih ako ih je više jednakih, a ne dvije ili više karata kojima zbroj odgovara bačenoj karti.
U skopi postoji samo pet načina kako doći do ponata iz igre:
- Tko skupi veći broj karata osvaja jedan ponat.
- Tko skupi veći broj dinara osvaja jedan ponat.
- Tko skupi sedmicu dinara, ili lijepu, osvaja jedan ponat.
- Tko skupi setante, tj. sedmice, osvaja jedan ponat.

"Setante" svakog para čini zbroj četiri "najbolje" karte svake boje. Setante se računaju nezavisno od glavnog sustava bodovanja. Obično se za proračun setanti koriste sljedeće vrijednosti za pojedine karte:
- Sedmica (sette) = 21 ponat.
- Šestica (sei) = 18 ponata.
- As (asso) = 16 ponata.
- Petica (cinque) = 15 ponata.
- Četvrtica (quattro) = 14 ponata.
- Trica (tre) = 13 ponata.
- Dvica (due) = 12 ponata.
- Kralj (re) = 10 ponata.

Ako je igrač skupio sedmicu kupa i dinara, šesticu bata i asa špadi, onda se setante računaju (21 + 21 + 18 + 16) = 76.
- Tko skupi sve karte sa stola osvaja jedan ponat, skopu, osim kad igrač igra posljednji u pojedinom dijeljenju.

Prvi igrač djelitelju s lijeva prvi baca kartu otvarajući sljedećem igraču mogućnost da pokupi njegovu kartu čime ovaj osvaja skopu. Kartu kojom se pokupilo sve preostale karte sa stola okreće uspravno i ostavlja je da viri iz skupljenih karata kako bi se označila skopa. Igra se nastavlja dok se i posljednja karta ne baci na stol. U slučaju da na stolu nakon toga preostane još karata sve ih kupi igrač koji je posljednji kupio.
Moguće je da broj skupljenih karata ili dinara bude jednak, patān, tada nitko ne osvaja taj ponat.
Ako djelitelj pri dijeljenju ne podijeli točan broj karata svakom od igrača protivničkom paru ili igraču se upisuju četiri ponta.

### Skopun, ili igra u parova
U parova se dijeli svih 40 karata. Nasuprotni igrači čine jedan par i karte skupljaju na jedan stog. U parova se igra završava kad nakon posljednje skupljene karte i prebrojavanja ponata jedan par skupi ukupno 21 ili više ponata.

### U troje
U troje se dijeli 36 karata dok preostale četiri djelitelj u bilo kojem trenutku dijeljena okrenute stavlja na stol.

### U dvoje
U dvoje se dijele po tri karte svakom igraču, a četiri karte se okrenute stavljaju na stol. Prostalih 30 karata se naizmjence uzima, peškā, kad se odigraju sve tri karte koje igrači imaju u ruci. U dvoje se igra sve dok se nakon brojenja karata ne skupi barem 16 ponata.

## Zanimljivosti
Plaža Danče kolijevka dubrovačkog vaterpola i vaterpolo kluba Jug, ujedno je i mjesto na kojem se održavaju turniri ove zanimljive igre.